# District des vallées Clare et Gilbert
Le district des vallées Clare et Gilbert (District of Clare and Gilbert Valleys) est une zone d'administration locale située en Australie-Méridionale en Australie. 

## Villes
- Armagh
- Auburn
- Black Springs
- Clare
- Emu Flat
- Giles Corner
- Gillentown
- Hill River
- Hilltown
- Leasingham
- Manoora
- Marrabel
- Mintaro
- Navan
- Penwortham
- Polish Hill River
- Rhynie
- Riverton
- Saddleworth
- Sevenhill
- Spring Farm
- Spring Gully
- Stanley
- Stanley Flat
- Stockport
- Tarlee
- Undalya
- Waterloo
- Watervale
- White Hut
- Woolshed Flat